# Нерехта (Владимирская область)
Не́рехта — посёлок в Ковровском районе Владимирской области России, входит в состав Новосельского сельского поселения.

## География
Посёлок расположен на берегу реки Нерехта (приток Клязьмы) в 14 км на юго-восток от центра поселения посёлка Новый, в 16 км на юг от райцентра города Ковров и в 1 км от федеральной автодороги М7 «Волга».

## История
В 1965 году посёлок отделения «Сельхозтехника» Клюшниковского сельсовета был переименован в посёлок Нерехта.
С 1974 года посёлок входил в состав Крутовского сельсовета, с 2005 года — в составе Новосельского сельского поселения.
1 сентября 1987 года в посёлке было открыто новое здание Крутовской средней школы. 

## Население
| 2002 | 2010 | 2021 |
| ---- | ---- | ---- |
| 519  | ↘444 | ↘372 |

## Инфраструктура
В посёлке находятся Крутовская основная общеобразовательная школа имени Г.С. Шпагина, детский сад №17 "Рябинушка", Сенинский фельдшерско-акушерский пункт, отделение федеральной почтовой связи.  